# Burro (joc de cartes)

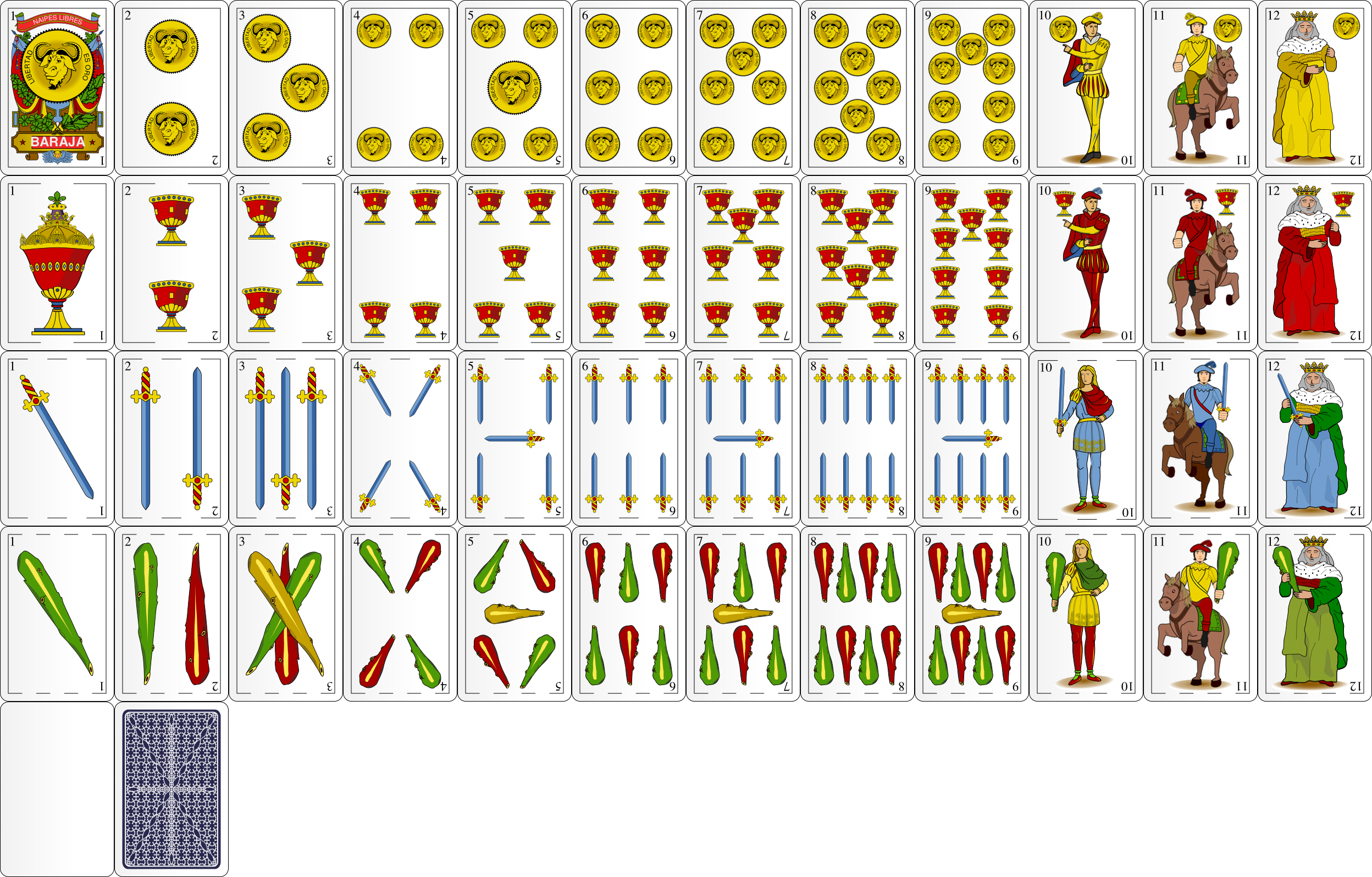
Baralla espanyola, joc complet de cartes

El burro és un joc de cartes de baralla espanyola que consisteix a aconseguir 4 cartes del mateix índex.

## Jugadors
A aquest joc poden jugar des de 3 fins a 12 persones amb una baralla, tot i que es pot jugar amb més baralles.

## Cartes
Per a jugar al burro s'han d'agafar de la baralla tants grups de 4 cartes amb el mateix índex com jugadors hi juguen. Per exemple, si hi ha 3 persones jugant podem prendre els 4 asos, els 4 tresos i els 4 reis.

## Partida
Primer es reparteixen una per una totes les cartes, tenint així 4 cartes cada jugador. L'objectiu és aconseguir 4 cartes amb el mateix índex intercanviant-les amb la resta de jugadors de la següent manera: cadascú posa una de les seves cartes cara avall, es compta fins a tres i cada jugador dona la seva carta al jugador que té a la dreta. I així fins que un acabi.
Quan un jugador acaba, posa la mà al centre de la taula i crida Burro!! i immediatament tothom ha de posar la mà damunt de la del guanyador, sent el perdedor l'últim en posar la mà. Si han acabat alhora un o més jugadors no importa qui hagi estat el primer a dir burro, el que importa és qui perd.
Al qui ha perdut se li apunta, per ordre, una lletra de la paraula burro, fins a completar-la. El primer que la completi perd la partida, i així successivament fins que quedin 2 jugadors.

## La Finta
Alguns jugadors creuen que la finta, o "amago", és un art, i es basen en ella per a guanyar als adversaris. Fer una finta consisteix a posar la mà al centre i exclamar qualsevol cosa diferent de burro per tal de confondre els rivals i fer que posin la mà. A tots els que la posin, se'ls sumarà una lletra. Si no la posa ningú, se li sumarà una lletra al que hagi fet la finta.

## La Final
Com que quan queden dos jugadors seguir jugant al burro és una ximpleria, ja que els 2 jugadors exclamarien burro al mateix temps, s'ha de buscar alguna alternativa per a decidir qui és el guanyador. En general el guanyador és el que tenia menys lletres, en cas d'empat es pot decidir de la manera que es vulgui, des de jugant al popular pedra, paper i tisores, encertant el jòquer o el comodí d'entre una munió de cartes o fins i tot jugant-ho al mexero.